# Delphine de Malherbe
 (avril 2022).
Pour les articles homonymes, voir Malherbe.
Delphine de Malherbe, née en 1973, est romancière, metteur en scène et scénariste française.

## Œuvres
- La Femme interdite, JC Lattès, 2005  (ISBN 9782709627030)
- N'ayez pas peur… de croire, avec Robert Hossein, JC Lattès, 2007  (ISBN 978-2709629676)
- Vie érotique, dessins de Isild Le Besco, R. Laffont, 2008  (ISBN 978-2-221-11139-0)
- L'aimer ou le fuir, Plon, 2011  (ISBN 978-2-259-21290-8)
- La Fille à la vodka, Plon, 2012  (ISBN 978-2-259-21869-6)
- À l'heure où les hommes vivent, Plon, 2014  (ISBN 978-2-259-22091-0)

### Théâtre
- Misogynes, Éd. théâtrales Art et comédie, 1998  (ISBN 2-84422-059-2)
- Misanthropes, comédie dramatique en 9 tableaux, Éd. théâtrales Art et Comédie, 2000  (ISBN 2-84422-150-5)
- Mythomanes, comédie dramatique en 7 tableaux, Éd. Art et comédie, 2001  (ISBN 2-84422-231-5)
- Une passion, mise en scène, texte et conception de Delphine de Malherbe, librement inspiré du Journal d'Anaïs Nin, Théâtre Marigny, 3 décembre 2009
- Inconnu à cette adresse de Kressmann Taylor, adaptation de Michèle Lévy-Bram, mise en scène de Delphine de Malherbe, 2012, Théâtre Antoine, avec pour interprètes Gérard Darmon et Dominique Pinon[1]  — Chaque mois, de septembre 2012 à décembre 2013, des duos se succèdent au Théâtre Antoine pour interpréter ce texte[2]. La pièce reçoit le Globe de cristal 2013 de la meilleure pièce de théâtre[3].
- Fratricide de Dominique Warluzel, mise en scène de Delphine de Malherbe, Théâtre de Poche-Montparnasse, 4 novembre 2014 - 1er mars 2015[4]

### Chanson
- D'ils en elles interprété à Kiron Espace, 2006 sous le nom de Deplhe[5].